# Calciatore sudamericano dell'anno 1974
Il premio di calciatore sudamericano dell'anno per il 1974 fu assegnato a Elías Figueroa, calciatore cileno dell'Internacional.

## Classifica
| Pos. | Calciatore       | Naz.      | Club            |
| ---- | ---------------- | --------- | --------------- |
| 1.   | Elías Figueroa   | Cile      | Internacional   |
| 2.   | Marinho Chagas   | Brasile   | Botafogo        |
| 3.   | Carlos Babington | Argentina | Wattenscheid 09 |
| 4.   | Luís Pereira     | Brasile   | Palmeiras       |
| 5.   | Pelé             | Brasile   | Santos          |
| 6.   | Ricardo Bochini  | Argentina | Independiente   |
| 6.   | Fernando Morena  | Uruguay   | Peñarol         |
| 8.   | René Houseman    | Argentina | Huracán         |
| 9.   | Carlos Caszely   | Cile      | Levante         |
| 10.  | Rivelino         | Brasile   | Fluminense      |